# West Coast, Tasmanien
West Coast är en kommun (local government area) i delstaten Tasmanien i Australien. År 2019 hade den 4 175 invånare. Dess största ort är Queenstown.